# Chapelle Saint-François (Rennes)
Pour les articles homonymes, voir Chapelle Saint-François.
La chapelle Saint-François est une chapelle vouée au culte catholique et située 43, rue de Redon, dans la commune française de Rennes en Ille-et-Vilaine.

## Histoire
Alors partie intégrante du couvent des récollets construit en 1877, le diocèse de Rennes, après l'expulsion des frères franciscains, put garder l'ensemble pour en faire son séminaire. En 1970, le couvent fut vendu, mais le diocèse garda la chapelle.
En 1988, grâce au motu proprio Ecclesia Dei promulgué par Jean-Paul II, un groupe de fidèles forme une association qui demande à l'archevêque Mgr Jacques Jullien la possibilité d'assister à la messe selon le rite tridentin (appelé forme extraordinaire du rite romain jusqu'au Motu Proprio Traditionis Custodes promulgué par le Pape François le 16 juillet 2021).
Se succédèrent plusieurs prêtres diocésains, parmi lesquels l'abbé Raymond Deniset et le Père Antonio Perrero, missionnaire de la Salette.
En septembre 2002, à l'invitation de Mgr Saint-Macary, l'Institut du Christ Roi Souverain Prêtre y célèbre les offices.
L'Institut du Christ Roi Souverain Prêtre met à disposition quatre prêtres successifs :
- Le chanoine Jean-Paul Trézières entre septembre 2002 et septembre 2008
- Le chanoine Gwenaël Cristofoli de septembre 2008 à septembre 2016
- Le chanoine Tancrède Guillard de septembre 2016 à décembre 2023
- Le chanoine Jean Maïdanatz depuis janvier 2024